# El Veneco
El Veneco é um músico e youtuber bolsonarista de origem venezuelana.

## Obra
El Veneco publica em seu canal de YouTube desde 2015, torando-se abertamente bolsonarista em 2016. Seu filho, V-Hero, por vezes aparece nos vídeos.
Em 2012, compôs a música O "Mito chegou", que virou popular durante a eleição presidencial. A música mistura diversos gêneros musicais, como rap, reggae, salsa e pop. Foi espalhada a notícia falsa que ela teria sido criada por cubanos e estaria sendo um sucesso na rádio da Flórida. El Veneco afirma que a música não possui direitos autorais. Também compôs, juntamente com Luiz, o Visitante, a música "Meu Filho Vai Ser Bolsonarista", que entrou na lista das 50 músicas virais do Spotify.